# Quaestio (Rechtsgeschichte)
Quaestio (lateinisch für Suche, Befragung, Vernehmung, Quästion) war im römischen Recht ein schwurgerichtliches (öffentliches) Strafverfahren. Nach Anklageerhebung durch den Gerichtsmagistraten (regelmäßig dem Prätor) wurden die Geschworenen (consilium) aus der Richterliste ausgewählt, der Richter oder die Richterbank, die dann im Sinne der vom Prätor erlassenen Prozessformel über Schuld oder Nichtschuld des Angeklagten entschieden.

## Begriff
Die Bezeichnung Quaestio trägt in diesem Verfahren auch das urteilende Gericht. Unter Sulla wurden die Quaestionsgerichte noch nach Streitgegenständen sortiert. So war für den Tatbestand des Hochverrats (perduellio) das Gericht der quaestio maiestatis zuständig; Mord, Giftmord oder die Gefährdung der öffentlichen Sicherheit, unterfielen der Zuständigkeit der quaestio sicariis et veneficis. Für andere schwere Rechtsverletzungen und Beleidigungen wurde das Strafverfahren quaestio de iniuriis anberaumt. Wann die Quaestionsgerichte entstanden sind, ist allerdings umstritten.
Zur Anklage im Verfahren der quaestio war jeder römische Bürger befugt. Er lud den Angeklagten direkt beim Magistraten vor oder verbrachte ihn dorthin. Stritt der Angeklagte seine Schuld vor dem Magistraten ab, entschied dieser über die Zulassung des Verfahrens vor dem zuständigen Quästionengericht (iudicium publicum). Am Ende entschieden die Geschworenen das Verfahren nach einfachem Mehrheitsprinzip. Der Anzeigende erhielt im Verfahren die Rechte und Pflichten einer Prozesspartei (Parteiinitiative), die Entscheidung verkündete dann der Magistrat. Die Strafe ergab sich grundsätzlich aus dem Gesetz, denn es galt der Grundsatz nulla poena sine lege. In der frühen Kaiserzeit verlor die quaestio ihre Bedeutung zunehmend an die kaiserliche Gerichtsbarkeit (cognitio extraordinaria).
Im Mittelalter erhielt die quaestio den Charakter einer Rechtsfrage und diente im Decretum Gratiani als Gliederungseinheit für dort aufgestellte allgemeine Rechtssätze. Mittels der zu dieser Zeit entwickelten scholastischen Methode konnten Rechtsfragen untersucht werden, so beispielsweise die im 15. Jahrhundert verfassten Decem quaestiones de medicorum statu („Zehn Fragen in der Kunst und Lehre der Arznei“), welche sich vor allem mit kirchenrechtlichen Aspekten des Medizinerstandes befassten. Bei der quaestio werden zunächst die Grundlagen einer Fragestellung klargestellt und nach deren Festlegung dann beantwortet. Zweifel, die an der erzielten Lösung aufgeworfen wurden, mussten durch Widerlegung der Gegenargumente ausgeräumt werden.